# 赫爾蓋特 (蒙大拿州)
赫爾蓋特（英語：Hell Gate）是位於美國蒙大拿州米蘇拉縣的鬼鎮。

## 歷史
赫爾蓋特的郵局於1862年設立，1866年關閉後又於翌年重啟，最終於1871年停運。

## 地理
赫爾蓋特所處的海拔為高於海平面952米（即3124英呎），而該地所採用的時區為UTC-7，即北美山地時區（MST）。同時該地設有夏令時間，為UTC-7調快一小時，即UTC-6（MDT）。